# Década de 1180 a.C.

## Eventos
- 1184 a.C. - Queda de Troia, cálculos baseados no texto de Diodoro Sículo.[1]
- 1183 a.C. - Queda de Troia, cálculos baseados em Eratóstenes.[1]
- 19 de outubro de 1181 a.C. - Queda de Troia, pelos cálculos de Edward Greswell.[2]